# دوار الشمس المشعر
دوار الشمس المشعر نوع نباتي يتبع جنس دوار الشمس من الفصيلة النجمية.

## البيئة والانتشار
ينتشر في معظم مناطق النصف الشرقي للولايات المتحدة.